# Chapalichthys encaustus
Chapalichthys encaustus är en fiskart som först beskrevs av Jordan och Snyder, 1899.  Chapalichthys encaustus ingår i släktet Chapalichthys och familjen Goodeidae. Inga underarter finns listade i Catalogue of Life.